# Jean Chapelle (ethnologue)
Pour les articles homonymes, voir Jean Chapelle.
Jean Chapelle (né en 1905) est un militaire et ethnologue français connu principalement pour ses travaux sur les Toubous. 

## Biographie
Son père, capitaine au 24e régiment d’infanterie coloniale, est blessé au début de la Première Guerre mondiale.
Jean Chapelle, à la sortie de l'École spéciale militaire de Saint-Cyr, choisit le 23e régiment d’infanterie coloniale à Paris et est envoyé dans la colonie du Niger en 1927, d'abord quelques mois à la compagnie de Zinder, puis deux ans au poste de v[Quoi ?], au bord du lac Tchad, au groupe nomade de N’Guigmi. Il explore la région.
Il quitte le poste de N’Guigmi en 1930 pour une mission militaire à la frontière libyenne. Ses missions d’officier méhariste le mènent dans le massif du Tibesti où il découvre les populations toubous.
Jean Chapelle décide de se consacrer à l'étude des Toubous et de réaliser une monographie la plus exhaustive possible sur les modes de vie et l’organisation sociale de ces derniers.
Il fait des séjours au Niger (il commande le cercle d’Agadez en 1946), en Mauritanie et au Soudan, puis retourne au Tchad en 1958. Il y sera préfet du Borkou-Ennedi-Tibesti (BET) de 1958 à 1961, puis conseiller à l’Institut national de sciences humaines et conservateur du musée national du Tchad, à Fort-Lamy (N’Djamena aujourd’hui), de 1963 à 1974.
Il rentrera définitivement en France en 1974.

## Œuvre
- Le Peuple tchadien. Ses racines, sa vie quotidienne et ses combats, Paris, l'Harmattan, 1980

- Prix Georges-Bruel 1981 de l’Académie des sciences d'outre-mer.
- Nomades noirs du Sahara, Paris, Plon, 1957, rééd. L’Harmattan 1982 et 1984.
- Souvenirs du Sahel, Paris, L’Harmattan, 1987.